# Cerastium cerastoides
Cerastium cerastoides  es una especie perteneciente a la familia de las cariofiláceas.

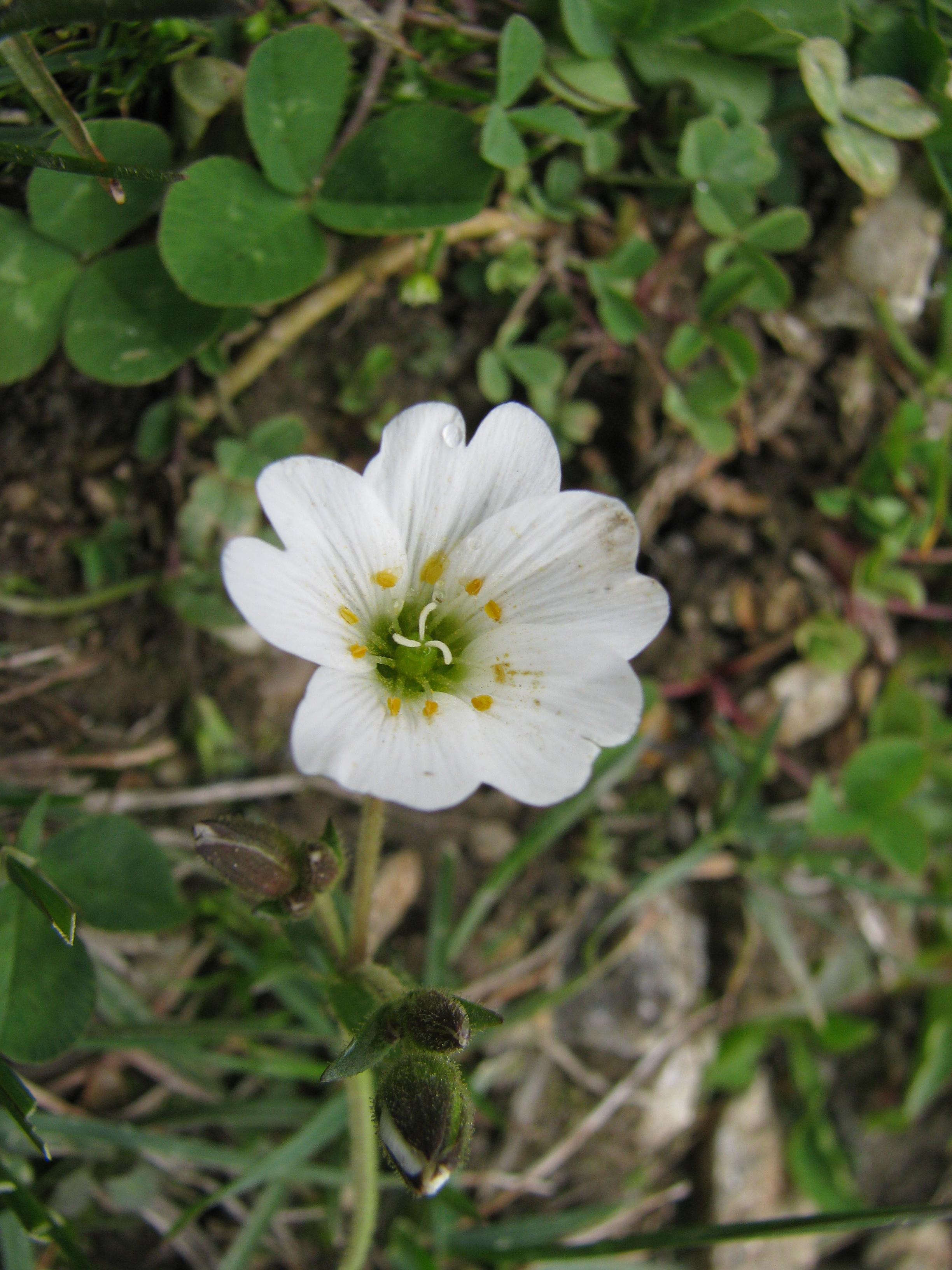
Detalle de la flor.

## Descripción
Hierba perenne con pelos glandulares en la inflorescencia y glabra o casi en el resto. Tallos tendidos o ascendentes, a veces enraizantes en la base, de 3-15 cm de longitud. Hojas opuestas, de linear-lanceoladas a ovado-lanceoladas, algo carnosas. Flores agrupadas en inflorescencias laxas; 5 sépalos lanceolados de hasta 6 mm de longitud, con margen escarioso; 5 pétalos profundamente bilobulados, blancos; 10 estambres; 3 estilos (algunas flores pueden tener 4 o 5). Fruto en cápsula oblonga de hasta 10 mm de longitud. Florece en verano.

## Distribución y hábitat
En montañas y regiones árticas en Gran Bretaña, Suiza, República Checa, antigua Yugoslavia, Austria, Polonia, Finlandia, Alemania, Islandia, Noruega, Suecia, Italia, Albania, Bulgaria, Grecia, España, Rumanía y Rusia.
En España planta muy rara en el Sistema Central, en los prados tras las fusión de los neveros, así como en cervunales a más de 1900 m.

## Taxonomía
Cerastium cerastoides fue descrita por  (L.) Britt. y publicado en Memoirs of the Torrey Botanical Club 5(10): 150. 1894.
Citología
Número de cromosomas de Cerastium cerastoides (Fam. Caryophyllaceae) y táxones infraespecíficos: 
2n=38
Sinonimia
- Alsine multicaulis (Willd.) E.H.L.Krause
- Arenaria argaea (Boiss. & Balansa) Shinners
- Arenaria trigyna (Vill.) Shinners
- Centunculus alpinus Scop.
- Cerastium argaeum Boiss. & Balansa
- Cerastium elegans Fisch. ex Ser.
- Cerastium intermedium Williams
- Cerastium lagascanum C.Vicioso
- Cerastium lapponicum Crantz
- Cerastium nivale D.Don ex Nyman
- Cerastium obtusifolium Kar. & Kir.
- Cerastium refractum All.
- Cerastium rupestre Fisch. ex Ser.
- Cerastium stellarioides Hartm.
- Cerastium stellarioides Hegetschw.
- Cerastium trigynum Vill.
- Cerastium trigynum var. brachypetalum Lange
- Dichodon argaeum (Boiss. & Balansa) Ikonn.
- Dichodon cerastoides (L.) Rchb.
- Provancheria cerastoides (L.) B. Boivin
- Stellaria cerastoides L.
- Stellaria elegans Ser.
- Stellaria multicaulis Willd.[5]